# Piotr Nowina-Konopka
Piotr Nowina-Konopka (ur. 27 maja 1949 w Chorzowie, zm. 13 czerwca 2025 w Nowej Iwicznej) – polski polityk, ekonomista, działacz społeczny, nauczyciel akademicki, dyplomata, minister stanu w Kancelarii Prezydenta RP w latach 1989–1990, poseł na Sejm I, II i III kadencji, urzędnik Parlamentu Europejskiego, w latach 2013–2016 ambasador Rzeczypospolitej Polskiej przy Stolicy Apostolskiej oraz Zakonie Maltańskim.

## Życiorys
Ukończył w 1972 studia na Wydziale Ekonomiki Transportu Uniwersytetu Gdańskiego. W latach 1972–1974 był asystentem na Politechnice Gdańskiej, następnie słuchaczem studiów doktoranckich. W 1978 uzyskał stopień doktora nauk ekonomicznych. W latach 1976–1978 kierownik ośrodka Odwoławczej Izby Morskiej z siedzibą w Gdyni. Następnie do 1989 był adiunktem w Instytucie Ekonomiki Handlu Zagranicznego UG. W latach 1988–1989 wykładał w Gdańskim Instytucie Teologicznym.
Na początku lat 80. zakładał Klub Inteligencji Katolickiej w Gdańsku, był jego sekretarzem generalnym. W 1980 wstąpił do „Solidarności”, był ekspertem ekonomicznym związku, a w latach 1982–1989 rzecznikiem prasowym Lecha Wałęsy. Podczas obrad Okrągłego Stołu z ramienia strony solidarnościowej zajmował się m.in. przygotowywaniem relacji dla prasy drugiego obiegu.
Z rekomendacji „Solidarności” w latach 1989–1990 pełnił funkcję ministra stanu w kancelarii prezydenta Wojciecha Jaruzelskiego. Do jego zadań należała m.in. kwestia reformy samorządowej, a także kontakty prezydenta z partiami politycznymi i parlamentem oraz kościołami i związkami zawodowymi.
W latach 1991–2001 sprawował mandat posła na Sejm I, II i III kadencji z okręgów radomskich: nr 7 i nr 37. Był wybierany z ramienia Unii Demokratycznej i Unii Wolności. Należał do założycieli i członków władz krajowych obu tych ugrupowań, m.in. jako sekretarz generalny UD. W Sejmie był przewodniczącym i następnie wiceprzewodniczącym Komisji Integracji Europejskiej, pracował też w Komisji Spraw Zagranicznych.
W rządzie Jerzego Buzka objął stanowisko sekretarza stanu i zastępcy przewodniczącego Komitetu Integracji Europejskiej. Został też zastępcą głównego negocjatora ds. akcesji RP do Unii Europejskiej. Po konflikcie z Ryszardem Czarneckim odszedł do KPRM (jako sekretarz stanu), do marca 1999 nadal pełniąc dotychczasowe funkcje w zespole ds. akcesji. Po 2001 wycofał się z bieżącej działalności politycznej, przy czym w 2005 poparł inicjatywę powołania Partii Demokratycznej.
W 1991 należał do inicjatorów powstania Polskiej Fundacji im. Roberta Schumana, promującej integrację europejską. Został członkiem rady fundatorów i przewodniczącym rady programowej fundacji. W latach 2005–2006 sprawował funkcję jej prezesa. Od 1999 do 2004 pełnił funkcję zastępcy rektora Kolegium Europejskiego z siedzibą w Brugii (rektora kampusu w Natolinie). W 2005 i 2006 jako główny ekspert międzynarodowy doradzał gruzińskiemu parlamentowi w sprawach integracji europejskiej. Od 2006 pracował w Parlamencie Europejskim w Brukseli (będąc pierwszym Polakiem na dyrektorskim stanowisku w strukturze PE). Początkowo był dyrektorem ds. kontaktów z parlamentami krajowymi, w 2009 został dyrektorem ds. kontaktów z Kongresem Stanów Zjednoczonych. Organizował otwarte oficjalnie w 2010 Biuro Parlamentu Europejskiego EPLO w Waszyngtonie, którym kierował do 2012.
19 czerwca 2013 powołany na stanowisko ambasadora RP przy Stolicy Apostolskiej, a także ambasadora RP przy Zakonie Maltańskim. Urzędy objął 6 lipca 2013, został odwołany w czerwcu 2016. Następnie przeszedł na emeryturę.
Został pochowany na cmentarzu leśnym w Laskach.

## Odznaczenia
Odznaczony m.in. Krzyżem Oficerskim Orderu Odrodzenia Polski, Legią Honorową V klasy, Krzyżem Zasługi I Klasy Orderu Zasługi Republiki Federalnej Niemiec, Orderem Leopolda II III klasy oraz Krzyżem Wielkim Orderu Piusa IX.

## Życie prywatne
Syn Mikołaja i Anny z domu Kozubowskiej, szwagier Haliny Nowiny Konopki. Był żonaty z Wandą z domu Tarkowską; miał dwie córki: Joannę i Marię. Posługiwał się językami obcymi: angielskim, francuskim, niemieckim, rosyjskim i włoskim.